# Devils Hole
Das Devils Hole („Teufelsloch“), etwa 30 km nordwestlich von Pahrump in Nevada (USA) im Ash Meadows National Wildlife Refuge gelegen, ist der Eingang einer Thermalwasser führenden Höhle im Kalkstein der Amargosawüste.

## Beschreibung

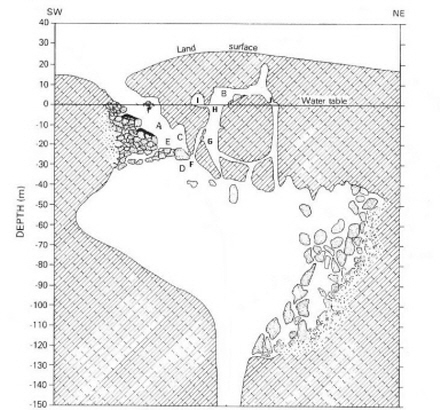
Schema des Devils Hole von 2005

Die an der Oberfläche etwa 5 m breite und 20 m lange Vertiefung verengt sich auf eine etwa 3 m auf 7 m große Bodenspalte, in der in rund zwanzig Meter Tiefe der Wasserspiegel sichtbar ist. Diese Bildung im Karst ist die einzige bekannte Öffnung eines Höhlensystems, das sich im Laufe der vergangenen rund 500.000 Jahre gebildet hat. Die Höhlenöffnung liegt am Rande eines sich sowohl mit seitlichen Verzweigungen wie auch über 150 m in die Tiefe fortsetzenden Systems. Das Höhlensystem ist mit etwa 33 °C warmem Wasser gefüllt, dessen Salinität saisonal schwankt. Da mit steigender Temperatur der Gehalt an gelöstem Sauerstoff abnimmt, hat das Wasser nur einen geringen Sauerstoffgehalt (2,5–3 ppm in 20 m Wassertiefe).

## Naturschutz
Ausschließlich in diesem Gewässer ist der winzige Teufelskärpfling (Cyprinodon diabolis) nachgewiesen. Zum Schutz dieser endemischen Art ist die Spalte umzäunt und mit Kameras überwacht. Ein unerlaubter Zugang zum Wasser ist verwehrt. Devils Hole wird als Exklave des Death-Valley-Nationalparks durch den National Park Service betreut.